# باد برخاسته است
باد برخاسته است (به انگلیسی: The Wind Has Risen) (風立ちぬ – Kaze Tachinu) یک رمان ژاپنی از تاتسو هوری است که بین سالهای ۱۹۳۶ تا ۳۷ نوشته شده است. رمان در یک آسایشگاه سل در استان ناگانو ژاپن روایت می‌شود. داستان از شخصیت اصلی که فقط با ضمیر «من» شناخته می‌شود، تصمیم می‌گیرد که از نامزدش مراقبت می‌کند، و سپس با همسرش که به بیماری سل مبتلا شده، تا زمان مرگ با او می‌ماند.
این عنوان از یک بیت پل والری گرفته شده است.
سه فیلم براساس این رمان (کاملاً یا بخشی) تولید شده است. یک فیلم هایائو میازاکی در سال ۲۰۱۳ به نام باد برمی‌خیزد عنوان خود را از رمان گرفت و بسیاری از عناصر داستان بر اساس رمان هوری ساخته شد.